# Стад де ла Либерасьон
«Стад де ла Либерасьон» (фр. Stade de la Libération) — стадион, расположенный в городе Булонь-сюр-Мер, Франция. Мультиспортивный стадион, но в основном используется для проведения футбольных матчей. Является домашней ареной футбольного клуба «Булонь». Максимальная вместимость во время футбольного матча — 15 004 мест (2009). Стадион не раз расширяли, за 50 лет он вырос больше чем в два раза.